# Día del Camero Viejo
El Día del Camero Viejo es una fiesta de carácter anual y sede rotativa que se celebra en los pueblos del Camero Viejo, en La Rioja (España). En ella se suelen realizar distintas exposiciones, juegos, verbenas y una comida de hermandad.
Las distintas ediciones celebradas, sus ubicaciones y la fecha de su celebración fueron las siguientes:

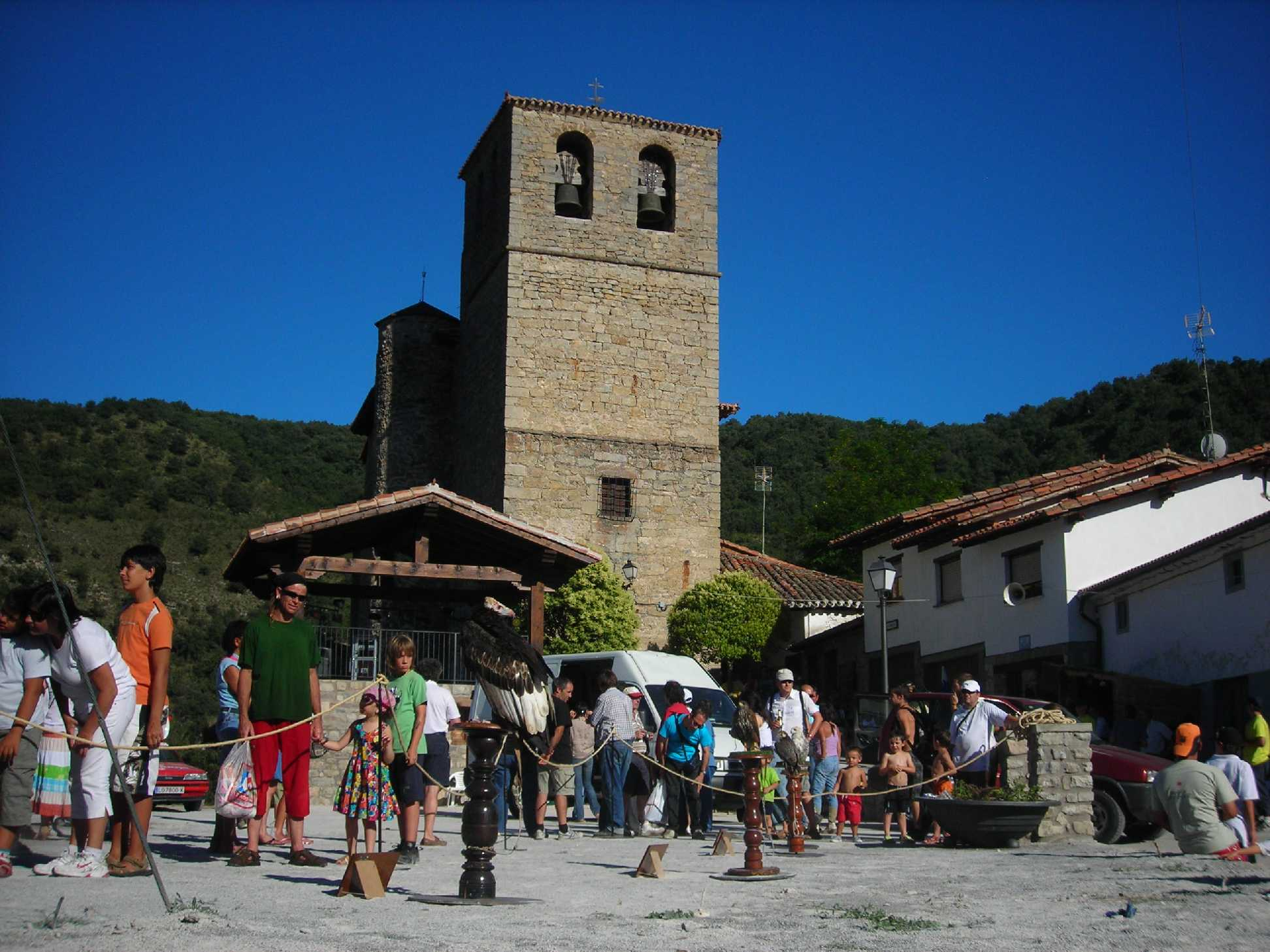
Exhibición de cetrería en Terroba en la fiesta de 2008.

| Edición | Año  | Sede                 | Fecha      |
| ------- | ---- | -------------------- | ---------- |
| I       | 1989 | Jalón de Cameros     | 15-07-1989 |
| II      | 1990 | Cabezón de Cameros   | 14-07-1990 |
| III     | 1991 | San Román de Cameros | 17-08-1991 |
| IV      | 1992 | Soto en Cameros      | 22-08-1992 |
| V       | 1993 | Laguna de Cameros    | 21-08-1993 |
| VI      | 1994 | Rabanera             | 20-08-1994 |
| VII     | 1995 | Terroba              | 19-08-1995 |
| VIII    | 1996 | Trevijano            | 10-08-1996 |
| IX      | 1997 | Muro en Cameros      | 09-08-1997 |
| X       | 1998 | Hornillos de Cameros | 01-08-1998 |
| XI      | 1999 | Ajamil de Cameros    | 07-08-1999 |
| XII     | 2000 | Vadillos             | 05-08-2000 |
| XIII    | 2001 | Luezas               | 11-08-2001 |
| XIV     | 2002 | Jalón de Cameros     | 10-08-2002 |
| XV      | 2003 | Cabezón de Cameros   | 09-08-2003 |
| XVI     | 2004 | San Román de Cameros | 07-08-2004 |
| XVII    | 2005 | Soto en Cameros      | 06-08-2005 |
| XVIII   | 2006 | Laguna de Cameros    | 05-08-2006 |
| XIX     | 2007 | Rabanera             | 04-08-2007 |
| XX      | 2008 | Terroba              | 02-08-2008 |
| XXI     | 2009 | Torre en Cameros     | 01-08-2009 |
| XXII    | 2010 | Treguajantes         | 07-08-2010 |
| XXIII   | 2011 | Muro en Cameros      | 06-08-2011 |
| XXIV    | 2012 | Hornillos de Cameros | 04-08-2012 |
| XXV     | 2013 | Torremuña            | 03-08-2013 |
| XXVI    | 2014 | Ajamil de Cameros    | 02-08-2014 |
| XXVII   | 2015 | Vadillos             | 01-08-2015 |
| XXVIII  | 2016 | Luezas               | 30-07-2016 |
| XXIX    | 2017 | Jalón de Cameros     | 29-07-2017 |
| XXX     | 2018 | Cabezón de Cameros   | 28-07-2018 |
| XXXI    | 2019 | San Román de Cameros | 10-08-2019 |
| XXXII   | 2022 | Soto en Cameros      | 06-08-2022 |
| XXXIII  | 2023 | Laguna de Cameros    | 05-08-2023 |
| XXXIV   | 2024 | Rabanera             | 10-08-2024 |

- Datos: Q5815837